# Amorots
Pour les articles homonymes, voir Amorots.
Amorots est une ancienne commune française du département des Pyrénées-Atlantiques. Le 16 août 1841, la commune fusionne avec Succos pour former la nouvelle commune d'Amorots-Succos.

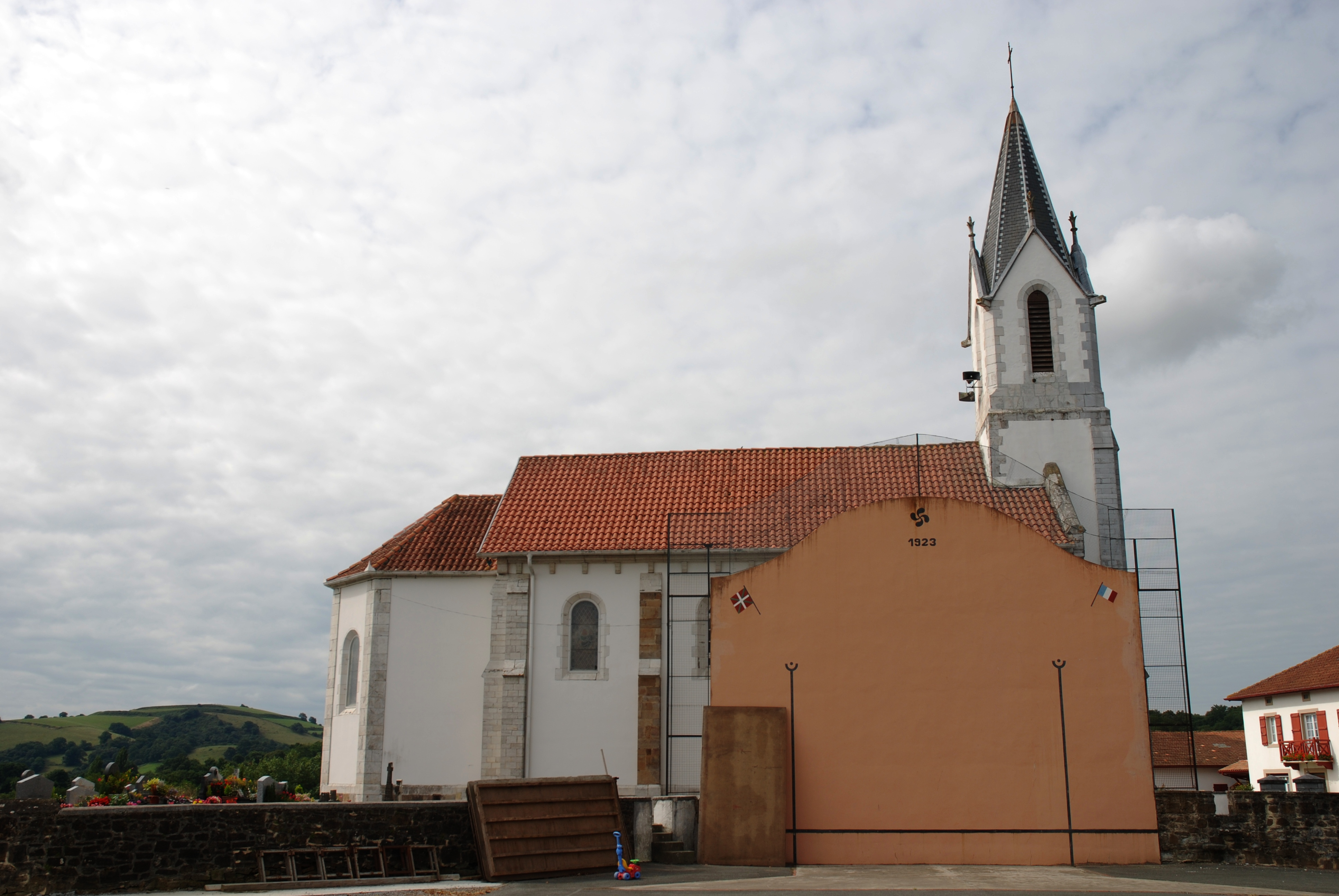
L'église Sainte-Luce et le fronton

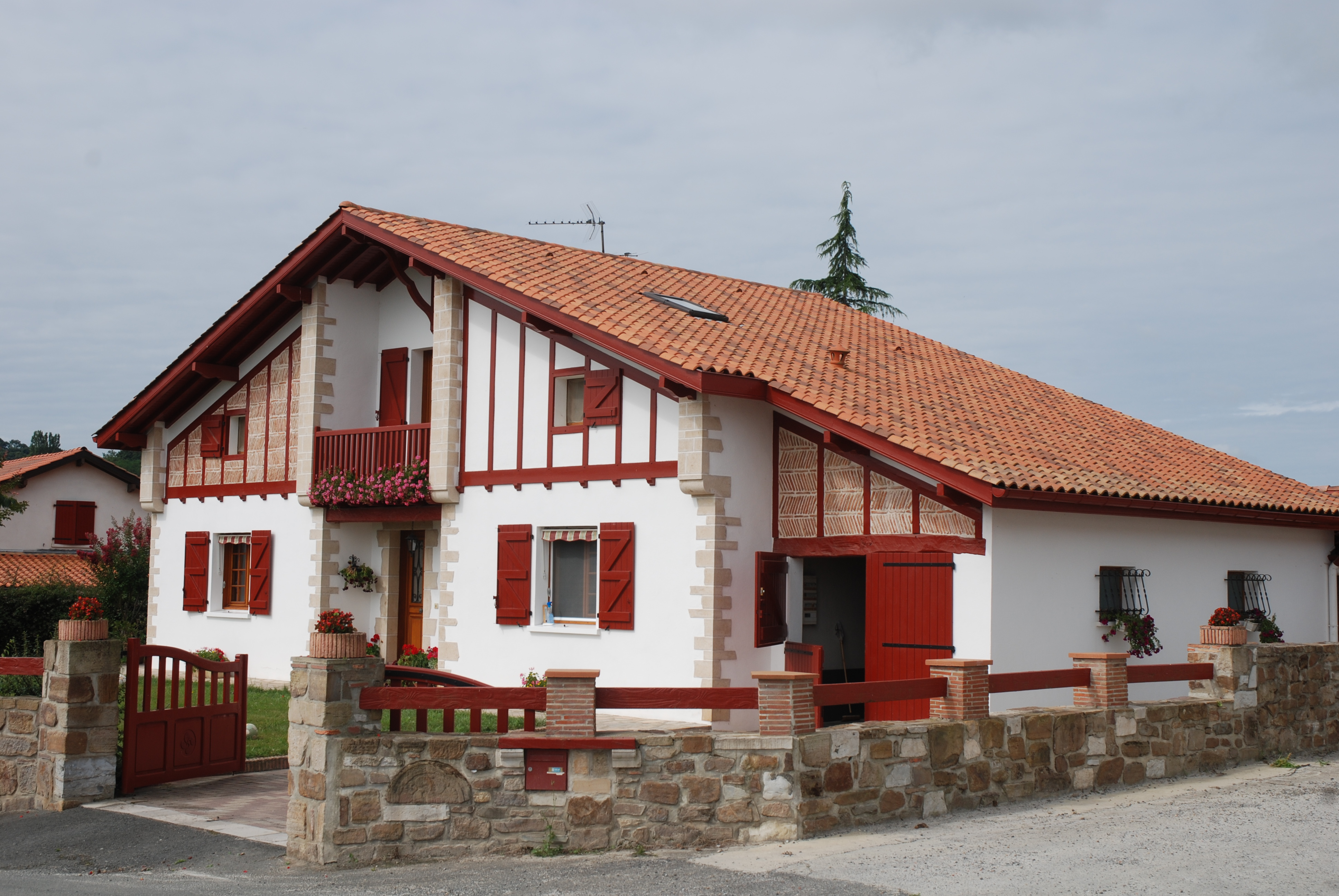
Une ferme d'Amorots

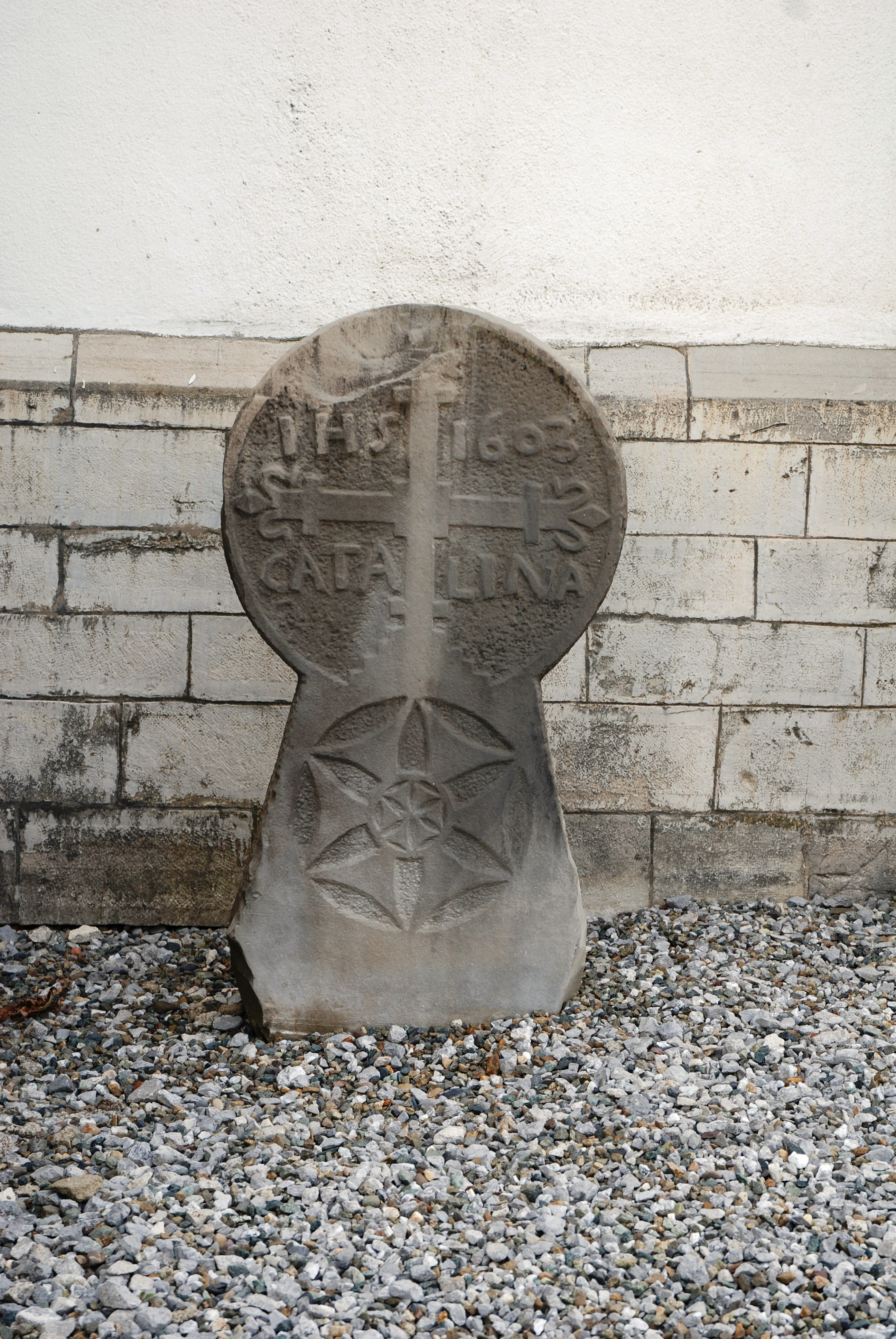
Stèle discoïdale

## Géographie
Le village fait partie du pays de Mixe, dans la province basque de Basse-Navarre.

## Toponymie
Le toponyme Amorots apparaît sous les formes 
Sanctus Vicentius de Maroz, Maroth et Morotz (1160), 
Amoros (1268), 
Amarotz (1305 et 1306), 
Amaroz (1350), 
Amoroz (1402, titres de Soule) et 
Amorotz (1413 et 1513, titres de Pampelune).
Son nom basque est Amorotze.

## Démographie
En 1350, 5 feux sont signalés à Amorots.
Le recensement à caractère fiscal de 1412-1413, réalisé sur ordre de Charles III de Navarre, comparé à celui de 1551 des hommes et des armes qui sont dans le présent royaume de Navarre d'en deçà les ports, révèle une démographie en forte croissance. Le premier indique à Amorots la présence de 4 feux, le second de 13 (12 + 1 feu secondaire). 
Le recensement de la population de Basse-Navarre de 1695 dénombre 40 feux à Amorots. Le rôle de la taille de 1758 recense, quant à lui, 74 feux.
| 1793 | 1800 | 1806 | 1821 | 1831 | 1836 |
| ---- | ---- | ---- | ---- | ---- | ---- |
| 305  | 310  | 236  | 363  | 356  | 330  |

## Culture locale et patrimoine

### Patrimoine religieux
L'église Sainte-Luce date de 1880. Elle est inscrite à l'Inventaire général du patrimoine culturel.

## Pour approfondir